# 문라이트 (드라마)
문라이트(Moonlight)는 미국의 초자연적인 로맨스를 다룬 TV 드라마로 론 코슬로우와 그 외 여러 명의 감독들에 의해 제작되었다. 이 시리즈는 55년 전 한 커플의 결혼식 저녁에 그의 신부인 코렐린(샤닌 소세이먼)에 의해 뱀파이어로 변한 사설탐정인 믹 세인트 존(앨릭스 오로린)에게서 시작된다. 현재, 그는 인간 여자인 베스터너(소피아 마일즈)에게 매력을 느끼는 것에 대해서 강하게 저항하고 LA에서 다른 뱀파이어들을 해결하려고 노력하고 있다.

## 줄거리
50년 전에 믹 세인트 존은 뱀파이어가 되었다. 현대 로스엔젤레스에서, 그는 사설탐정으로 일을 하고 있다. 그는 종종 죽지 않는 사건에 연루되곤 한다. 그는 그의 초자연적인 능력을 만약 그의 정체를 비밀로 할 수 있다면 어려운 일들로 인해 도움을 필요로 하는 사람들을 도와주기 위해 사용한다. 믹의 멘토는 강력한 뱀파이어들과 연관된 조셉이다. 어느 저녁에, 한 사건이 믹을 리포터인 베스 터너에게 이끌었다. 그는 아름다운 인간인 그녀를 보호해야 한다고 느꼈다. 하지만 반면에 그는 베스에게 향하는 자신의 강력한 사랑의 감정에 저항하게 되었다. 그녀에게서 그는 그를 뱀파이어로 만든 불가사의한 여자인, 현재는 죽음에 처해있는 전부인 코렐린을 만나게 된다.

## 등장 인물

### 기존 인물
- 믹 세인트 존(Mick St, John) - 앨릭스 오로린(Alex O'Loughlin)
- 베스 터너(Beth Turner) - 소피아 마일즈(Sophia Myles)
- 조셉 코스탄(Josef Kostan) - 제이슨 도링(Jason Dohring)
- 코렐린 듀발(Coraline Duvall) - 샤닌 소세이먼(Shannyn Sossamon)

## 에피소드
- 1회. 뱀파이어 따윈 없어(No Such Thing as Vampires)
- 2회. 과거의 밖에서(Out of the Past)
- 3회. 닥터 필굿(Dr. Feelgood)
- 4회. 열병(Fever)
- 5회. 멈춘 발전(Arrested Development)
- 6회. 기원전(B.C.)
- 7회. 꼭 닮은 사람(The Ringer)
- 8회. 오전 12시 4분(12:04 AM)
- 9회. 붓꽃(Fleur De Lis)
- 10회. 잠자는 미녀(Sleeping Beauty)
- 11회. 사랑은 영원하다(Love Lasts Forever)
- 12회. 인간의 치유(The Mortal Cure)
- 13회. 가식의 운명(Fated to Pretend)
- 14회. 클릭(Click)
- 15회. 뒤에 남겨진 것은 무엇인가(What's Left Behind)
- 16회. 소나타(Sonata)

## 수상경력
- 2008, 미국 피플스 초이스 어워즈
- 2009, 미국 SF, 판타지, 공포 영화 아카데미